# Eugène Arnaud
Eugène Arnaud (* 11. September 1834 in Roquevaire; † 17. Juni 1905 in Brignoles) war ein französischer römisch-katholischer Geistlicher und Bischof.

## Leben und Karriere

### Der Priester
Aloys-Joseph-Eugène Arnaud wuchs bei seinem priesterlichen Onkel in La Ciotat auf, besuchte das katholische Gymnasium und das Priesterseminar in Marseille und wurde 1858 zum Priester geweiht. Er war Kaplan in vier verschiedenen Gemeinden von Marseille und wurde 1867 Pfarrer in La Penne-sur-Huveaune, 1873 der Pfarre Sainte-Marguerite im 9. Arrondissement  von Marseille, später in Cassis. Ende 1899 wurde er zum Bischof von Fréjus ernannt und trat Anfang 1900 sein Amt an.

### Der Bischof
Arnauds kurze Amtszeit bis 1905 fiel zusammen mit dem Höhepunkt der Entmachtung der Katholischen Kirche Frankreichs durch die Dritte Republik. Er erlebte die Vertreibung aller männlichen und vieler weiblichen Kongregationen aus seinem Bistum. Sechzig Schulen gingen in staatliche Hände über. Zwar blieb er dem Staat gegenüber loyal, wofür er 1902 mit der Ehrenlegion belohnt wurde, doch zehrten die Ereignisse an seiner Gesundheit. Er starb wenige Monate vor dem Gesetz zur Trennung von Kirche und Staat im Alter von 70 Jahren und wurde in der Kathedrale von Fréjus beigesetzt.

### Wahlspruch
Sein bischöflicher Wahlspruch lautete: In caelestibus, in Christo (Unsere Gemeinschaft mit Christus im Himmel) (Epheser 1.3)

## Werke
- Notice historique et topographique sur Sainte-Marguerite. Marseille 1876.
- Nouveau Manuel des enfants de Marie... à l’usage des congrégations paroissiales. Librairie de l’oratoire Saint-Léon, Marseille 1884, 1893
- Précis historique et critique des littératures célèbres anciennes et modernes, depuis leurs origines jusqu’à nos jours. Belin, Paris 1885.
- La ville de Roquevaire et son église depuis son origine jusqu’à nos jours. Marseille 1891.